# Sung Si-kyung
Sung Si-kyung (성시경, 17 avril 1979 - ) est un chanteur coréen de K-pop, de ballades et de chansons douces.

## Biographie
Il a commencé en 2000.
Sung Si-kyung est devenu chanteur après une audition sur l’Internet. Son premier single à succès est
« 내게 오는 길 (The Road to me) » en novembre 2000, suivi de son premier album, « 처음처럼 (Like the Beginning) » en avril 2001.
Sung possède 7 albums à son actif - cinq sont des ballades traditionnelles/pop, un « remake » album de « Remake » et un album spécial intitulé « Try to Remember ». Il a un album composé de ses Best of au Japon.
Sung Si Kyung est sous contrat avec Jellyfish Entertainment, et a étudié au lycée Sehwa High School et à l'université Korea (spécialisation en sociologie). Il a aussi participé à une prépa de journalisme et communication dans cette même université.

## Discographie

### Volume 1 - Like the First Time (Cheo eum cheo reom)
Label : CJ Group ; ventes : 356 817 
Tracks :
- 처음처럼 (Cheo eum cheo reom) (Like the beginning)
- 포용 (Po yong) (Embrace)
- 내안의 그녀 (Nae an ui gu nyeo) (The girl in my heart)
- 미소천사 (Mi so cheon sa) (Smiling angel)
- 동화 (Dong hwa) (Fairy tale)
- 축복 (Chuk bok) (Blessing)
- For U
- 헤어지던 날 (Hae eo ji deon nal) (The day of breaking up)
- 커져버린 사랑 (Keo jyeo beo rin sa rang) (Love that grew bigger)
- Show Me Your Love
- 그리움 (Geu ri um) (Yearning)
- 내가 너의 곁에 잠시 살았다는 걸 (Nae ga neo ui gyeote jam shi salat da neun geol) (I’ve stayed by your side shortly)
- 내게 오는 길 (Nae ge o neun gil) (The road to me) [Bonus Track]

### Volume 2 - Melodie D’Amour
Label : CJ Group ;  ventes : 425 683
Tracks :
- 넌 감동이었어 (You touched my heart)
- 선인장 (Cactus)
- 사랑해서 슬픈 날 (Because I love (you), sad day)
- Love Letter
- 우린 제법 잘 어울려요 (We make a good pair)
- 이렇게라도 (Even if it goes like this)
- 바램 (Wish)
- Happy Birthday To you
- 좋을텐데 ((though)It would be nice/good)
- 첫 눈에 반하다 (Love at first sight)
- 사랑이 변하나요 (Does love change?)
- 슬픔이 슬픔을 (Sadness, oh sadness)
- 어느 멋진 날 (A beautiful day)
- Sweet Dream
- 사랑이겠죠 (Perhaps Love)

### Volume 2.5 - Try to Remember
Sortie le  27 mai 2003 ;  label: CJ Group ;  ventes : 73 988
Tracks :
- Try To Remember
- 아직 난 (I haven’t)
- 아무것도 아닌 이야기 (Story with no meaning)
- 그대 창가로 눈부신 아침이(with 박학기) (Rosy clouds of dawn in front of your window)
- 머지 않아 나에게(with 카밀라) (Soon you’ll face me)
- 저녁놀 (Sunset clouds)
- 못할거야 (Can’t do it)
- Lately
- 소박했던 행복했던 (We were happy)
- 희재 (Hui Jae)
- 잘못(with 박지윤) (Mistake)
- Back at One
- 아날로그 (Analogue)
- 고백의 날 (The day of confessing love)
- 마리이야기 (Mari’s story)

### Volume 3 - Double Life
Sortie le 16 octobre 2003 ;  label: Yejeon Media ;  ventes : 181 834
Tracks :
- The Memory
- 외워 두세요 (Please remember)
- 팝콘 (Popcorn)
- First Date
- 차마… (Endure/persevere…)
- Kiss할까요 (Shall we kiss)
- 10월에 눈이 내리면 (If it snows in month 10/October)
- Everyday Birthday
- 내가 뭐 그렇죠 (probably means the same as « Me, well, I’m like that » in English.)
- 그날이후 (Since/after that day)
- 그래도… 좋아 (Still… I like [you])
- Doing Alright
- Forever With You
- 저 하늘 걸고 (Vowing to « that »/the sky)

### Remake Album - The blue night of Jeju Island
Sortie le 20 mai 2004 ;  label : Yejeon Media ;  ventes : 100 818
 
Certification : Seoul Records Co. Ltd Korea
Tracks :
- 제주도의 푸른밤 (The blue night of Jeju Island)
- 별이진다네 (Falling star)
- 여우야 (Hey fox)
- 혜화동 (HyeHwa Cave)
- 날 위한 이별 (For the sake of separation)
- 향기로운 추억 (Fragrant memories)
- 소녀 (Maiden)
- 그 아픔까지 사랑한거야 (The pain of love)
- 그대 내맘에 들어오면 (If I know your feelings)
- 너의 뒤에서 (Behind you)
- 나의 외로움이 너를 부를때 (When I’m lonely and thinking of you)
- 수요일엔 빨간 장미를 (Bright red roses of Wednesday)
- 어떤 그리움 (Some sort of affection)
- 그대 창가로 눈부신 아침이 (A bright morning which I stand by the window)

### Volume 4 - I Want to Dream Again (Dashi ggum ggu go shipda)
Sortie le 7 avril 2005 ;  label : Yejeon Media ;  ventes : 81 424
Tracks :
- 다시 시작해도 될까요 (Can we start again)
- 잘 지내나요 (Live well / Take care)
- 안녕 (Goodbye)
- 잊혀지는 것들에 대하여 (About the things we forget)
- 일학년 일반 (Feat. 김진표) (First grade, first class)
- 눈물편지 (Letter of tears)
- 바보라죠 (Like a fool)
- 후회하지 말아요 (Don’t regret)
- 콩깍지 (Bean pod)
- 고마워 (Thank you)
- 어느 흐린 날의 행복 (Those happy moments)
- 당신에겐 특별한 뭔가가 있어요 (There’s something special about you)
- 쉬어요 (Rest)
- 두사람 (Two people)

### Volume 5 - The Ballads
Sortie le 10 octobre 2006 ;  label : Seoul Records Co. Ltd Korea ;  ventes : 94 328
Tracks:
- 거리에서 (On The Street)
- 그리운 날엔 (On a Lonely Day)
- 사랑할 땐 몰랐던 것들 (The Things You Don’t Know When You’re in Love)
- 그 길을 걷다가 (Walking That Road)
- 바람, 그대 (Wind, You)
- 나 그리고 너야 (It’s You and Me)
- Who Do You Love
- 그 이름 모른다고 (I Don’t Know That Name)
- 비개인 날 (Clear Sky Day)
- 새로운 버릇 (New Habit)
- 굿모닝 (Good Morning)
- 기억을 나눔 (Sharing Memories)
- 살콤한 상상 (Narration with Jung Sun Hee) (Sweet Imagination)
- 지금의 사랑 (Feat. Ann) (Present Love)
- 그 자리에, 그 시간에 (That Time, That Place)
- 오, 사랑 (Oh, My Love)

### Best Of Album - The Best Of Sung Si Kyung
Sortie le 22 novembre 2006 ;  label : Seoul Records Co. Ltd Korea
Tracks :
- 季節が戻ってくるように (Japanese Version)
- 외워두세요 (Vol. 3)
- 그대 내맘에 들어오면 (Remake)
- First Date (Vol. 3)
- 차마 (Vol. 3)
- 안녕 (Vol. 4)
- 다시 시작해도 될까요 (Vol. 4)
- 두사람 (Vol. 4)
- 눈물편지 (Vol. 4)
- 그대 창가로 눈부신 아침이 (Remake)
- 팝콘 (Vol. 3)
- 잘지내나요 (Vol. 4)
- Forever With You (Vol. 3)
- I Believe (with Friends)
- 계절이 돌아오듯이 (Korean Version) (Bonus Track) (Like a season returns)

### Single - 한번 더 이별 (Parting once again)
Sortie le 19 octobre 2007 ;  label : Seoul Records Co. Ltd Korea
Tracks :
- 한번 더 이별 (Parting once again)
- 아는 여자 (A familiar woman)
- 한번 더 이별 (Instrumental)
- 아는 여자 (Instrumental)

### Volume 6 - Here In My Heart
Sortie le 12 juin 2008
Tracks :
- 여기 내 맘속에 (Here In My Heart)
- 어디에도 (Anywhere)
- 더 아름다워져 (Comes To Be Beautiful)
- 안녕 나의 사랑 (Goodbye My Love)
- 잃어버린 것들 (Lost Things)
- 그대와 춤을 (A Dance With You)
- Baby You Are Beautiful
- 눈부신 고백 (Dazzling Proposal)
- 사랑하는 일 (To Love)
- 소풍 (Picnic)
- 당신은 참… (You Are So…)

### Volume 6 - Here In My Heart (Special Edition)
Sortie le 24 novembre 2008
Tracks :
- 여기 내 맘속에 (Here In My Heart)
- 어디에도 (Anywhere)
- 더 아름다워져 (Comes To Be Beautiful)
- 안녕 나의 사랑 (Goodbye My Love)
- 잃어버린 것들 (Lost Things)
- 그대와 춤을 (A Dance With You)
- Baby You Are Beautiful
- 눈부신 고백 (Dazzling Proposal)
- 사랑하는 일 (To Love)
- 소풍 (Picnic)
- 당신은 참… (You Are So…)
- 계절이 돌아오듯이 (The Season Returns)
- 한번 더 이별 (Parting Once Again)
- 아는 여자 (A Familiar Woman)
- 좋을텐데 (Though It Would Be Nice) (Live)
- 내게 오는 길 (The Road to Me) (Live)
- 서른 즈음에 (Around 30) (Live)

### Volume 7 - The First (Cheo eum)
Sortie le 15 septembre 2011
Tracks :
- 처음 (First)
- 노래가 되어 (Become A Song)
- 네가 불던 날 (The Day You low)
- 난 좋아 (I Like It)
- 우리 참 좋았는데 (Duet with 박정현) (We Were Good Together Duet with Park Jung Hyun)
- 아니면서 (You Are Not)
- 태양계 (Solar System)
- 오 나의 여신님 (Oh My Goddess)
- Thank You
- 끝에 (At The End)
- 그대네요 (Duet with 아이유) (Bonus Track) (It’s You Duet with IU)
- 너는 나의 봄이다 (Bonus Track) (You’re My Spring)